# Échourgnac
Échourgnac är en kommun i departementet Dordogne i regionen Nouvelle-Aquitaine i sydvästra Frankrike. Kommunen ligger i kantonen Montpon-Ménestérol som tillhör arrondissementet Périgueux. År 2022 hade Échourgnac 395 invånare.

## Befolkningsutveckling
Antalet invånare i kommunen Échourgnac
Referens:INSEE